# Episodi di Zorro (serie televisiva 1957) (prima stagione)
La prima stagione della serie televisiva Zorro è andata in onda per la prima volta sul canale statunitense ABC dal 10 ottobre 1957 al 3 luglio 1958.
La prima edizione italiana fu trasmessa sul Programma Nazionale dal 10 aprile 1966, all'interno della TV dei ragazzi. I primi 26 episodi furono trasmessi fino al 3 marzo 1968 all'interno del programma Il club di Topolino, mentre i successivi episodi della stagione (all'epoca intitolata La spada di Zorro) furono trasmessi dal 2 novembre 1970 all'8 febbraio 1971. Nel 1992 la serie completa, nella versione colorizzata, fu ridoppiata cambiando i titoli di quasi tutti gli episodi e trasmessa dal 9 ottobre 1995 al 30 gennaio 1996 all'interno di Solletico, sempre su Raiuno, sebbene in tale occasione gli episodi siano stati trasmessi in disordine.
| nº | Titolo originale                | Titolo italiano 1ª edizione | Titolo italiano 2ª edizione   | Prima TV USA     | Prima TV Italia  |
| -- | ------------------------------- | --------------------------- | ----------------------------- | ---------------- | ---------------- |
| 1  | Presenting Señor Zorro          | La prima impresa            | Arriva Zorro                  | 10 ottobre 1957  | 10 aprile 1966   |
| 2  | Zorro's Secret Passage          | Il passaggio segreto        | Il passaggio segreto di Zorro | 17 ottobre 1957  | 17 aprile 1966   |
| 3  | Zorro Rides to the Mission      | Gli indiani della missione  | Il rifugio di Torres          | 24 ottobre 1957  | 25 aprile 1966   |
| 4  | The Ghost of the Mission        | Una strana leggenda         | Il fantasma della missione    | 31 ottobre 1957  | 1º maggio 1966   |
| 5  | Zorro's Romance                 | La fuga di Torres           | Zorro si innamora             | 7 novembre 1957  | 15 maggio 1966   |
| 6  | Zorro Saves a Friend            | Le due prigioniere          | Zorro salva un amico          | 14 novembre 1957 | 22 maggio 1966   |
| 7  | Monastario Sets a Trap          | L'assalto dei rancheros     | La trappola di Monastario     | 21 novembre 1957 | 29 maggio 1966   |
| 8  | Zorro's Ride into Terror        | Una trappola per Garcia     | La cattura di Don Alejandro   | 28 novembre 1957 | 5 giugno 1966    |
| 9  | A Fair Trial                    | Il processo                 | Un processo giusto            | 5 dicembre 1957  | 12 giugno 1966   |
| 10 | Garcia's Secret Mission         | La finta punizione          | La missione segreta di Garcia | 12 dicembre 1957 | 19 giugno 1966   |
| 11 | Double Trouble for Zorro        | L'astuzia di Monastario     | Una trappola per Zorro        | 19 dicembre 1957 | 3 luglio 1966    |
| 12 | Zorro, Luckiest Swordsman Alive | Lo spadaccino fortunato     | Il furto della corona         | 26 dicembre 1957 | 10 luglio 1966   |
| 13 | The Fall of Monastario          | La sconfitta di Monastario  | L'emissario del re            | 2 gennaio 1958   | 17 luglio 1966   |
| 14 | Shadow of Doubt                 | Il nuovo comandante         | Un'ombra oscura               | 9 gennaio 1958   | 26 novembre 1967 |
| 15 | Garcia Stands Accused           | Il tranello                 | Garcia incriminato            | 16 gennaio 1958  | 3 dicembre 1967  |
| 16 | Slaves of the Eagle             | Una tassa ingiusta          | Schiavi dell'Aquila           | 23 gennaio 1958  | 10 dicembre 1967 |
| 17 | Sweet Face of Danger            | La freccia indiana          | Il dolce volto del crimine    | 30 gennaio 1958  | 17 dicembre 1967 |
| 18 | Zorro Fights His Father         | Fuoco a mezzanotte          | Zorro contro il padre         | 6 febbraio 1958  | 31 dicembre 1967 |
| 19 | Death Stacks the Deck           | Il forestiero               | Prepara le carte              | 13 febbraio 1958 | 7 gennaio 1968   |
| 20 | Agent of the Eagle              | La terra del re             | L'agente dell'Aquila          | 20 febbraio 1958 | 14 gennaio 1968  |
| 21 | Zorro Springs a Trap            | Il cavallo Tornado          | La trappola                   | 27 febbraio 1958 | 21 gennaio 1968  |
| 22 | The Unmasking of Zorro          | Una penna d'aquila          | Zorro smascherato             | 6 marzo 1958     | 28 gennaio 1968  |
| 23 | The Secret of the Sierra        | L'oro della sierra          | Il segreto della sierra       | 13 marzo 1958    | 4 febbraio 1968  |
| 24 | The New Commandante             | Il capitano spagnolo        | Il nuovo comandante           | 20 marzo 1958    | 11 febbraio 1968 |
| 25 | The Fox and the Coyote          | Il gioco della volpe        | La volpe e il coyote          | 27 marzo 1958    | 18 febbraio 1968 |
| 26 | Adios, Señor Magistrado         | L'ultima trappola           | Adios, señor magistrato       | 3 aprile 1958    | 3 marzo 1968     |
| 27 | The Eagle's Brood               | Un carico esplosivo         | La minaccia dell'Aquila       | 10 aprile 1958   | 2 novembre 1970  |
| 28 | Zorro by Proxy                  | Primi sospetti              | Zorro su ordinazione          | 17 aprile 1958   | 9 novembre 1970  |
| 29 | Quintana Makes a Choice         | Le penne d'aquila           | La bella cospiratrice         | 24 aprile 1958   | 16 novembre 1970 |
| 30 | Zorro Lights a Fuse             | Presagio di sventura        | Zorro accende la miccia       | 1º maggio 1958   | 23 novembre 1970 |
| 31 | The Man with the Whip           | La Croce delle Ande         | L'uomo con la frusta          | 8 maggio 1958    | 30 novembre 1970 |
| 32 | The Cross of the Andes          | Gioielli negli stivali      | La Croce delle Ande           | 15 maggio 1958   | 7 dicembre 1970  |
| 33 | The Deadly Bolas                | Furto nella conceria        | Le bolas mortali              | 22 maggio 1958   | 14 dicembre 1970 |
| 34 | The Well of Death               | L'eroico sergente           | Il pozzo della morte          | 29 maggio 1958   | 21 dicembre 1970 |
| 35 | The Tightening Noose            | La dimora requisita         | Il cerchio si stringe         | 5 giugno 1958    | 4 gennaio 1971   |
| 36 | The Sergeant Regrets            | L'Aquila in difficoltà      | La riscossa di Garcia         | 12 giugno 1958   | 11 gennaio 1971  |
| 37 | The Eagle Leaves the Nest       | Suoni misteriosi            | L'Aquila abbandona il nido    | 19 giugno 1958   | 18 gennaio 1971  |
| 38 | Bernardo Faces Death            | L'esplosione                | L'Aquila colpisce ancora      | 26 giugno 1958   | 25 gennaio 1971  |
| 39 | The Eagle's Flight              | Il volo dell'Aquila         | Attacco al forte              | 3 luglio 1958    | 8 febbraio 1971  |

## Arriva Zorro
- Titolo originale: Presenting Señor Zorro
- Diretto da: Norman Foster
- Scritto da: Norman Foster e Bob Wehling

### Trama
Nel 1820, dopo tre anni di università in Spagna, Don Diego de la Vega viene richiamato dal padre Alejandro al pueblo di Los Angeles, dove il capitano Monastario ha preso il comando e governa con pugno di ferro. Diego, che è un abile spadaccino, finge di essere un uomo di lettere e musica che evita la violenza. Con l'aiuto del suo servo muto, Bernardo (che con tutti gli altri finge di essere anche sordo), Diego inventa il personaggio del giustiziere mascherato Zorro, e in tali vesti si reca col suo stallone nero Tornado a liberare il suo vicino di casa Don Nacho Torres, ingiustamente imprigionato, quindi si scontra con Monastario e il sergente Garcia e fugge nella notte. 
- Altri interpreti: Britt Lomond (capitano Monastario), Jan Arvan (Don Nacho Torres), Than Wyenn (licenciado Piña).

## Il passaggio segreto di Zorro
- Titolo originale: Zorro's Secret Passage
- Diretto da: Norman Foster
- Scritto da: Anthony Ellis

### Trama
Don Diego mostra a Bernardo il passaggio segreto nell'hacienda di suo padre che dalla sua camera da letto conduce a una caverna sottostante dove tiene Tornado. Il capitano Monastario offre una ricompensa per la cattura di Zorro e inizia a visitare le haciendas locali nel tentativo di scoprire chi potrebbe celarsi dietro la maschera. Quando arriva all'hacienda de la Vega decide di interrogare il capo vaquero dei de la Vegas, Benito Avila, sospettato di essere Zorro. Durante il suo interrogatorio, Monastario scopre che Benito ha fatto visita a Elena Torres, la figlia di Don Nacho, e conclude che Elena ha chiesto a Benito di salvare suo padre. Monastario ritiene che questo dimostri che Benito è Zorro e inizia a duellare con lui, ma il vero Zorro appare per salvarlo e dimostrare a Monastario che ha torto.
- Altri interpreti: Britt Lomond (capitano Monastario), Romney Brent (padre Felipe), Eugenia Paul (Elena Torres), Jan Arvan (Don Nacho Torres).

## Il rifugio di Torres
- Titolo originale: Zorro Rides to the Mission
- Diretto da: Norman Foster
- Scritto da: Jackson Gillis, Malcolm Stuart Boylan

### Trama
Un indiano dice a Monastario che Don Nacho è nella missione. Monastario cerca di arrestarlo, ma viene informato da Padre Felipe che Don Nacho ha il diritto di asilo e non può arrestarlo all'interno della missione. Nel tentativo di costringere Don Nacho a consegnarsi, Monastario obbliga gli indiani della missione a lavorare su una strada non necessaria e li fa frustare dai soldati. Don Nacho non sopporta di vedere un trattamento così ingiusto degli indiani e decide di arrendersi, ma proprio mentre sta per uscire dalla missione, Zorro libera gli indiani.
- Altri interpreti: Britt Lomond (capitano Monastario), Romney Brent (padre Felipe), Jan Arvan (Don Nacho Torres).

## Il fantasma della missione
- Titolo originale: The Ghost of the Mission
- Diretto da: Norman Foster
- Scritto da: Norman Foster

### Trama
Monastario afferma che gli indiani della missione stanno pianificando una rivolta che gli conferisce così l'autorità di porre la missione sotto la legge marziale. Così facendo, Monastario è in grado di impedire a Don Nacho di procurarsi il cibo. Zorro introduce di nascosto cibo e acqua nella missione, ma viene scoperto da Monastario e deve fuggire. Don Diego decide di provare un altro piano, e racconta al sergente Garcia una storia su un fantasma che infesterebbe la missione. Quella notte, Zorro e Bernardo fanno sentire dei suoni inquietanti nella missione, e poiché Garcia ha raccontato a tutti i soldati la storia di Don Diego, tutti sono terrorizzati dal fantasma e fuggono dalla missione. Don Nacho riesce finalmente a lasciare la missione e torna a casa.
- Altri interpreti: Britt Lomond (capitano Monastario), Romney Brent (padre Felipe), Jan Arvan (Don Nacho Torres).

## Zorro si innamora
- Titolo originale: Zorro's Romance
- Diretto da: Lewis R. Foster
- Scritto da: John Meredyth Lucas

### Trama
Monastario intende prendere possesso di tutta la proprietà di Don Nacho sposando sua figlia Elena, così si reca nella sua hacienda con Garcia e ne approfitta per cercarlo. Anche Don Diego si reca nella tenuta di Torres, nel tentativo di impedire a Monastario di trovarlo. Don Diego riesce a impedire che Monastario e Garcia trovino Don Nacho, quindi fa in modo che Bernardo faccia perdere i sensi a Monastario. Don Nacho riesce quindi a fuggire dalla sua hacienda indossando i vestiti di Monastario e si reca a Monterey.
- Altri interpreti: Britt Lomond (capitano Monastario), Jan Arvan (Don Nacho Torres), Eugenia Paul (Elena Torres).

## Zorro salva un amico
- Titolo originale: Zorro Saves a Friend
- Diretto da: Lewis R. Foster
- Scritto da: John Meredyth Lucas

### Trama
Monastario arresta Elena Torres e sua madre Luisa per attirare Zorro, lasciandole senza cibo e acqua. Benito non sopporta che Elena sia in prigione, quindi si veste da Zorro e cerca di salvare le donne, ma viene catturato da Monastario che lo condanna a morte. Zorro si traveste da frate e salva Benito poco prima che venga impiccato, facendolo scappare dalla città.
- Altri interpreti: Britt Lomond (capitano Monastario), Romney Brent (padre Felipe).

## La trappola di Monastario
- Titolo originale: Monastario Sets a Trap
- Diretto da: Lewis R. Foster
- Scritto da: Lowell S. Hawley

### Trama
Don Alejandro organizza una riunione segreta dei rancheros nella sua hacienda, dove un soldato ubriaco racconta che Elena e Luisa Torres vengono maltrattate in carcere. I rancheros decidono di usare la forza per liberare le donne. A loro insaputa, un soldato ascolta i loro piani e fa rapporto a Monastario, che prepara un agguato per i rancheros. Zorro quindi attacca il cuartel e fugge per tenere occupati i soldati, ma è costernato quando il sergente Garcia e i suoi uomini lo seguono per un po' e poi tornano al cuartel. Zorro torna di corsa al cuartel e avverte i rancheros dell'agguato mentre si precipitano ai cancelli. Tutti i rancheros si ritirano sani e salvi tranne Don Alejandro, che viene ferito da Monastario. Zorro lo porta in salvo.
- Altri interpreti: Britt Lomond (capitano Monastario), Than Wyenn (licenciado Piña).

## La cattura di Don Alejandro
- Titolo originale: Zorro's Ride into Terror
- Diretto da: Lewis R. Foster
- Scritto da: John Meredyth Lucas

### Trama
Mentre Monastario cerca Don Alejandro nella campagna, Zorro porta il padre nella sua caverna segreta in modo da poterlo curare. Monastario ei suoi uomini perquisiscono l'hacienda de la Vega. Don Diego entra nei suoi alloggi per prendere delle cose per suo padre e provoca i sospetti di Monastario, che ordina al sergente Garcia e ad altri due soldati di fare la guardia a Don Diego. Mentre Don Diego cerca di liberarsi dei soldati facendoli ubriacare, Don Alejandro lascia la caverna. Diego riesce a lasciare l'hacienda più o meno nel momento in cui Monastario scopre Don Alejandro. Zorro arriva in tempo per salvare Don Alejandro e poi incontra per caso Don Nacho, che sta tornando per il suo processo sotto la protezione dei soldati del governatore di Monterey. Zorro lascia Don Alejandro alle cure di Don Nacho e dei soldati.
- Altri interpreti: Britt Lomond (capitano Monastario), Jan Arvan (Don Nacho Torres).

## Un processo giusto
- Titolo originale: A Fair Trial
- Diretto da: Norman Foster
- Scritto da: Jackson Gillis e Bob Wehling

### Trama
Don Alejandro e Don Nacho sono in carcere, in attesa del processo che verrà presieduto dal giudice Vasca, inviato dal governatore. Monastario ordina a Garcia di recarsi a San Fernando per ritardare il giudice. Garcia induce il giudice Vasca a visitare la locanda e a consumare un pasto abbondante, quindi ordina all'albergatore di aggiungere un sonnifero nella bevanda del giudice, che si addormenta e viene messo a letto al piano di sopra. Nel frattempo arriva Zorro, che ha intuito i piani di Monastario, e attira il sergente Garcia al piano di sopra costringendolo a bere a sua volta il sonnifero. Bernardo indossa la divisa di Garcia riuscendo a far uscire di nascosto il giudice Vasca dalla locanda. Tuttavia a Los Angeles il processo inizia senza il giudice, ma Zorro arriva proprio mentre il licenciado Piña, alleato di Monastario, sta per emettere il verdetto e lo minaccia facendogli dichiarare gli imputati non colpevoli. In quel momento arriva il giudice Vasca, dispiaciuto che il processo sia già avvenuto ma sollevato dal verdetto di non colpevolezza.
- Altri interpreti: Britt Lomond (capitano Monastario), Sebastian Cabot (giudice Vasca), Jan Arvan (Don Nacho Torres).

## La missione segreta di Garcia
- Titolo originale: Garcia's Secret Mission
- Diretto da: Norman Foster
- Scritto da: Anthony Ellis

### Trama
Garcia scopre che Zorro ha inchiodato una bandiera con una "Z" al palo del cuartel. Monastario arresta due contadini che ridono dei soldati che cercano di toglierla, e li condanna a riparare il tetto della stalla con 30 secchi di pece. Il comandante pensa di poter catturare Zorro se avesse tra i civili un alleato che facesse il doppio gioco, così congeda pubblicamente Garcia dall'esercito in modo che il sergente possa ottenere informazioni su Zorro. Garcia va alla locanda e dice a Don Diego che desidera aiutare Zorro, così quest'ultimo fa visita a Garcia più tardi e gli dice di volerlo incontrare in un certo posto all'alba. Zorro nota che Garcia corre a riferire a Monastario dell'incontro, così lascia una serie di messaggi in luoghi diversi per Garcia, tenendo occupati Monastario e i soldati mentre costringe uno di quelli rimasti al cuartel a portare la pece al pueblo con la carrozza di Monastario. Il comandante torna a mani vuote, trovando il tetto della stalla riparato.
- Altri interpreti: Britt Lomond (capitano Monastario), Frank Yaconelli (Pancho), Nick Moro (Pepe).

## Una trappola per Zorro
- Titolo originale: Double Trouble for Zorro
- Diretto da: Norman Foster
- Scritto da: Norman Foster

### Trama
Uno straniero di nome Carlos Martinez duella con un altro uomo nella taverna e lo uccide, venendo subito arrestato da Monastario. Il comandante ha però notato che Martinez è un abile spadaccino ed escogita un modo per screditare Zorro agli occhi del popolo: costringe Martinez a travestirsi da Zorro e derubare i rancheros durante un banchetto che Monastario ha organizzato. Don Diego, che partecipa al posto del padre, riesce a sgattaiolare via poco dopo la comparsa del falso Zorro e lo affronta nei panni del vero Zorro, sconfiggendolo. A Monastario non resta che riportare l'uomo in cella.
- Altri interpreti: Britt Lomond (capitano Monastario), Tony Russel (Carlos Martinez).[7]

## Il furto della corona
- Titolo originale: Zorro, Luckiest Swordsman Alive
- Diretto da: Norman Foster
- Scritto da: Lowell S. Hawley

### Trama
Monastario finge la morte di Martinez, poi lo fa travestire nuovamente da Zorro e gli fa rubare una coroncina tempestata di gioielli dalla missione per screditare Zorro. Ciò convince anche Padre Felipe che Zorro sia cattivo. Don Diego allora va alla locanda con dei gioielli falsi e li lascia in giro assicurandosi che il licenciado Piña li veda. Piña va subito da Monastario, e il comandante, convincendosi che Martinez non abbia seguito le sue istruzioni, si dirige verso il suo nascondiglio seguito da Diego e Bernardo. Monastario duella con Martinez, ma quest'ultimo lo disarma; Diego, non potendo permettere a Martinez di scappare, decide di battersi con lui anche se Monastario è testimone. Don Diego combatte goffamente ma disarma Martinez, e mentre l'uomo cerca di scappare di nuovo, Monastario gli spara e lo uccide. Diego trova la corona assicurandosi che Monastario intenda ristabilire la reputazione di Zorro, ma il comandante trova curioso che uno spadaccino inetto come Don Diego sia riuscito a sconfiggere Martinez.
- Altri interpreti: Britt Lomond (capitano Monastario), Romney Brent (Padre Felipe), Than Wyenn (licenciado Piña), Tony Russel (Carlos Martinez).

## L'emissario del re
- Titolo originale: The Fall of Monastario
- Diretto da: Norman Foster
- Scritto da: John Meredyth Lucas

### Trama
Monastario fa portare Don Diego nel suo ufficio accusandolo di essere Zorro, sulla base del fatto che Diego è sempre nelle vicinanze poco prima che appaia Zorro, ma non è mai presente insieme a lui. In quel momento arriva la notizia che il viceré arriverà a Los Angeles a breve. Monastario allora fa svuotare la prigione e cerca di convincere la gente ad applaudire quando arriva il viceré, facendo sorvegliare Don Diego nei suoi alloggi. A cena, Monastario rivela di aver catturato Zorro e porta Don Diego nella locanda vestito da Zorro, ma il viceré non è convinto. Don Diego chiede e ottiene che Monastario esca per un momento. Quando ritorna, il comandante continua a insistere sul fatto che Don Diego sia Zorro, ma Don Diego esce da sotto un tavolo rivelando di essere stato sostituito da uno dei soldati. Il viceré quindi osserva che Monastario potrebbe facilmente sbagliarsi e che non ha prove che Diego sia Zorro. Monastario non si lascia dissuadere e inizia a duellare con Diego nel tentativo di farlo confessare. Durante il duello, Bernardo passa vestito da Zorro e lascia un biglietto per il Viceré e Monastario. Per il viceré, che aveva già numerose prove della cattiva condotta del comandante, è l'ultima goccia: fa arrestare immediatamente Monastario e Piña e nomina Garcia comandante ad interim.
- Altri interpreti: Britt Lomond (capitano Monastario), Lisa Gaye (Costanza), John Dehner (viceré).

## Un'ombra oscura
- Titolo originale: Shadow of Doubt
- Diretto da: Robert Stevenson
- Scritto da: Lowell S. Hawley

### Trama
L'intero pueblo si è riunito per salutare il nuovo comandante, il quale però viene ucciso da Esteban Rojas, appena tornato da Monterey. Rojas lascia la sua stanza alla locanda, si precipita al piano di sotto e mette il suo fucile nelle mani di Josofat, un indiano mentalmente ritardato, che viene arrestato. La cameriera Maria lo vede, e quando insiste per raccontare tutto al magistrato Don Carlos Galindo, Rojas la convince che egli è Zorro e che ha sparato a Melendez perché era un uomo cattivo. Successivamente, Don Diego interroga Maria e, capendo che non gli sta rivelando tutto, chiede a Bernardo di seguirla. Bernardo vede Maria rapita da Rojas e dal suo compagno Gomez, e avverte Diego. Zorro corre all'inseguimento e riesce a salvare Maria, la quale gli rivela la colpevolezza di Rojas. Zorro va a catturare Rojas, ma lo trova morto con una piuma d'aquila addosso. Diego quindi si rende conto che ci sono forze sinistre all'opera, e si chiede cosa significhi la piuma.
- Altri interpreti: Vinton Hayworth (Don Carlos Galindo), Myrna Fahey (Maria Crespo).

## Garcia incriminato
- Titolo originale: Garcia Stands Accused
- Diretto da: Robert Stevenson
- Scritto da: Lowell S. Hawley

### Trama
Gomez assolda un uomo perché si travesta da Zorro e porti a Garcia un messaggio in cui afferma di volersi consegnare a lui di notte in un luogo isolato. Lì Gomez, nascostosi, ordina a Garcia di gettare la spada e di avanzare per due miglia. Dopo che Garcia se ne va, Gomez raccoglie la sua spada. Il mattino successivo, un messaggero del re entra nel pueblo affermando di essere stato aggredito da uno dei soldati, che gli avrebbe rubato le paghe della guarnigione. L'uomo ha con sé la spada spezzata di Garcia. Nel frattempo quest'ultimo, dopo aver aspettato invano altre istruzioni, torna al cuartel e il messaggero lo riconosce come l'uomo che lo ha derubato. Garcia viene processato e condannato a morte dal magistrato. Don Diego sospetta che il messaggero possa aver mentito e, quando scopre che ha già lasciato il pueblo, lo insegue nei panni di Zorro e lo riporta indietro. Proprio mentre Garcia sta per essere giustiziato, Zorro arriva con il messaggero e le paghe rubate. Zorro ha appreso che il messaggero ha ricevuto una piuma d'aquila da Don Carlos e gli è stato detto di portarla a Monterey, e nota che essa è stata ritagliata secondo uno schema insolito.
- Altri interpreti: Vinton Hayworth (Don Carlos Galindo), Myrna Fahey (Maria Crespo), Henry Wills (messaggero).

## Schiavi dell'Aquila
- Titolo originale: Slaves of the Eagle
- Diretto da: Robert Stevenson
- Scritto da: Lowell S. Hawley

### Trama
Gomez e il suo compagno Antonio Azuela derubano l'esattore delle tasse delle sue carte sulla strada per Los Angeles (con la complicità di suo nipote Domingo), e Azuela si sostituisce a lui imponendo tasse ingiustamente elevate al popolo. 22 uomini vengono incarcerati per non averle pagate, e Azuela rifiuta l'offerta di Don Diego di pagare per tutti loro. Don Carlos rivela a Diego che gli uomini sono stati venduti al reclutatore Vasquez per lavorare nelle miniere di Sonora. Don Diego inizia ad avere dei dubbi sull'esattore delle tasse, così si lamenta con lui di aver pagato una tassa non dovuta. Quando Diego gli sventola davanti la piuma d'aquila ritagliata, Azuela gli dice che la tassa è pagata. Diego ottiene quindi la prova che Azuela fa parte del complotto. Quando i prigionieri vengono condotti fuori città in catene, Zorro va a liberarli. Usa Bernardo per distrarre Vasquez e i suoi uomini, quindi incoraggia i prigionieri a ribellarsi contro i membri dell'Aquila. Quando Vasquez torna indietro trova solo Gomez, Azuela e Domingo in catene, e decide quindi di portare loro a lavorare nelle miniere per dieci anni in modo che ripaghino la manodopera perduta.
- Altri interpreti: Vinton Hayworth (Don Carlos Galindo), Myrna Fahey (Maria Crespo).

## Il dolce volto del crimine
- Titolo originale: Sweet Face of Danger
- Diretto da: John Meredyth Lucas
- Scritto da: John Meredyth Lucas

### Trama
Garcia e Diego vedono in piazza un uomo assassinato con quella che sembra essere una freccia indiana, ma Diego trova sul corpo dell'uomo una piuma d'aquila ritagliata come quella che aveva il messaggero. Si rende quindi conto che si tratta di un modo per ordinare l'esecuzione di qualcuno. Nel frattempo Don Francisco Montes e sua figlia Maddalena tornano dal Messico e visitano l'hacienda de la Vega. Diego è costretto da Don Alejandro a portare Maddalena a fare un giro, ma finisce per esserne attratto. Diego inizia però a sospettare di Maddalena dopo aver scoperto che era sulla stessa diligenza del morto. A una festa organizzata da Don Alejandro, Diego vede Maddalena dare a Don Carlos una piuma d'aquila: l'uomo è stato ucciso dal magistrato in quanto spia del viceré. Con uno stratagemma, Diego riesce a rubargli la piuma, a ritagliarla e a ridargliela senza che lui se ne accorga. Diego pensa di firmare così la condanna a morte di Don Carlos, ma vede quest'ultimo ordinare a un sicario di inseguire la carrozza dei Montes in partenza quella sera. Pur sapendo che fa parte del complotto, Diego non vuole che Maddalena venga uccisa e, nei panni di Zorro, salva i Montes e intima loro di tornare in Messico il prima possibile.
- Altri interpreti: Vinton Hayworth (Don Carlos Galindo), Julie Van Zandt (Maddalena Montes), Edward Colmans (Don Francisco Montes).

## Zorro contro il padre
- Titolo originale: Zorro Fights His Father
- Diretto da: John Meredyth Lucas
- Scritto da: John Meredyth Lucas

### Trama
Un gruppo di contadini protesta con Don Carlos per non aver ancora ricevuto il rimborso delle tasse pagate ingiustamente, e un uomo in combutta con il magistrato gli lancia un sasso sfiorandolo. Don Carlos dice a Don Alejandro e al signor Barca che bisogna fare qualcosa per non scivolare nell'anarchia, così i due formano un gruppo chiamato Comitato di Vigilanza insieme agli altri proprietari terrieri. Il primo atto del Comitato è l'arresto di Paco, che era il capo del gruppo di contadini. Don Carlos ordina che Paco venga giustiziato. Quando Diego protesta, Don Alejandro gli dice che è un piano per catturare Zorro. All'insaputa di Don Alejandro, l'esecuzione viene anticipata, ma Zorro arriva in tempo e combatte prima con Barca e poi con Don Alejandro, riuscendo a fuggire con Paco. Don Alejandro decide di chiudere col Comitato di Vigilanza, e quest'ultimo viene sciolto.
- Altri interpreti: Vinton Hayworth (Don Carlos Galindo), Peter Brocco (Barca), Joan Shawlee (Clara).

## Prepara le carte
- Titolo originale: Death Stacks the Deck
- Diretto da: John Meredyth Lucas
- Scritto da: John Meredyth Lucas

### Trama
Rimasto senza soldi dopo la morte del padre, Don Ramon Santil è costretto a vendere il suo bestiame a Carlos Urista, un nuovo arrivato nel pueblo. Diego sospetta che Urista possa far parte della cospirazione dell'Aquila, perché arriva con una piuma d'aquila sul cappello. Ramon in seguito decide di giocare a carte con Urista per recuperare il bestiame, ma perde i soldi che aveva ricevuto e il suo ranch. Urista costruisce una conceria sul terreno, avvelenando la sorgente da cui proviene tutta l'acqua per convincere gli altri proprietari terrieri a vendergli le loro terre. Così Zorro costringe Urista a giocare nuovamente contro Ramon, assicurandosi che non bari. Ramon stavolta riesce a vincere, riconquistando i suoi soldi e il suo ranch.
- Altri interpreti: Vinton Hayworth (Don Carlos Galindo), Miguel Landa (Don Ramon Santil), Jim Bannon (Carlos Urista), Joan Shawlee (Clara).

## L'agente dell'Aquila
- Titolo originale: Agent of the Eagle
- Diretto da: Charles Barton
- Scritto da: N. B. Stone Jr.

### Trama
Don Alejandro e Diego ricevono la notizia che il nuovo comandante, Don Juan Ortega, è un brav'uomo. Sono quindi sorpresi quando egli, al suo arrivo, tratta gli altri in modo piuttosto crudele. L'uomo infatti rivela a Don Carlos di essere un agente dell'Aquila di nome Sancho Fernandez e di aver ucciso il vero comandante prendendone il posto. L'Aquila è scontenta della mancanza di guadagni a Los Angeles, così i due arrestano Franco Barbaroza, un povero proprietario terriero, e lo condannano ai lavori forzati quando non può pagare una multa ingiusta. Sollecitato dalla sua amica d'infanzia Rosarita, appena tornata a Los Angeles dopo dieci anni, Diego cerca di ragionare con il magistrato ma si rende conto che dovrà agire come Zorro per liberare Barbaroza. Il cavaliere mascherato aiuta il prigioniero a fuggire, e poi sconfigge Fernandez avvertendolo di non ripetere un atto del genere.
- Altri interpreti: Vinton Hayworth (Don Carlos Galindo), Anthony Caruso (Sancho Fernandez), George Keymas (Roberto), Sandy Livingston (Rosarita Cortez).

## La trappola
- Titolo originale: Zorro Springs a Trap
- Diretto da: Charles Barton
- Scritto da: Lewis R. Foster

### Trama
Fernandez fa travestire un soldato di nome Roberto da Zorro così che i peones pensino che Zorro sia stato catturato. Egli spera che si precipitino al cuartel per liberarlo in modo che possa catturarli e costringerli a rivelare chi è Zorro. Il vero Zorro arriva e avverte i peones dell'inganno, ma mentre fugge viene separato da Tornado, che viene catturato da Garcia. Fernandez mostra il cavallo nella piazza e progetta di metterlo all'asta nella speranza che Zorro faccia un'offerta per il suo stesso cavallo. Garcia dice a Don Diego che gli piacerebbe possedere il cavallo di Zorro, quindi Don Diego dà a Garcia 500 pesos da usare per fare un'offerta su Tornado. Poiché Garcia sta conducendo l'asta, fa fare un'offerta al caporale Reyes per suo conto, ed essendo l'unico offerente vince l'asta. Fernandez è infuriato e si rifiuta di vendere il cavallo, che viene lasciato nella piazza in modo che Zorro tenti di salvarlo. Quella notte Bernardo porta il fieno per Tornado e viene visto da Roberto, che lo frusta e fa cadere una torcia sulla staccionata dandole fuoco. Roberto inizia a frustare anche Tornado e, di conseguenza, viene messo fuori combattimento dal cavallo. Zorro arriva, salva Tornado e fugge nella notte.
- Altri interpreti: Vinton Hayworth (Don Carlos Galindo), Anthony Caruso (Sancho Fernandez), George Keymas (Roberto).

## Zorro smascherato
- Titolo originale: The Unmasking of Zorro
- Diretto da: Charles Barton
- Scritto da: N. B. Stone Jr.

### Trama
Don Carlos dice a Fernandez che l'Aquila è molto scontenta della sua mancanza di progressi a Los Angeles, e che è imperativo che finisca il suo compito prima che arrivi qualcuno che conosca il vero Ortega. Nel frattempo, Diego e Rosarita sono dispiaciuti che i rancheros continuino a venire arrestati per aver sconfinato nella terra del re. Rosarita ha difficoltà a credere che Ortega, che aveva conosciuto sulla nave, sia un uomo così crudele. Fernandez vede Rosarita in piazza con Diego e si nasconde; Bernardo osserva il suo comportamento bizzarro e lo segue, origliando una sua conversazione con Don Carlos in cui i due decidono di uccidere Rosarita quella notte per non far saltare la copertura. Fernandez smette così i panni di Ortega e si presenta nell'hacienda di Rosarita, ma quando tenta di strangolarla appare Zorro. Fernandez scappa e torna di corsa al cuartel, dove tramortisce il magistrato per rubargli tutti i suoi soldi. Quando esce è però costretto ad affrontare Zorro sul tetto e riesce a smascherarlo, ma subito dopo cade dal tetto e muore. Prima di fuggire, Zorro distribuisce a Garcia e a due soldati i soldi rubati da Fernandez. Il mattino dopo Rosarita riparte, consigliando a Don Diego di prendere ispirazione da Zorro per migliorarsi.
- Altri interpreti: Vinton Hayworth (Don Carlos Galindo), Anthony Caruso (Sancho Fernandez), Sandy Livingston (Rosarita Cortez).

## Il segreto della sierra
- Titolo originale: The Secret of the sierra
- Diretto da: Norman Foster
- Scritto da: Norman Foster

### Trama
Un mercante si lamenta perché una zingara di nome Marya lo vuole pagare con delle pietre. Don Diego pensa che possano essere delle pepite d'oro, così paga il mercante e si tiene le pietre. Perico Verdugo, un cercatore messicano, dice a Don Diego che si tratta di pirite, ma Diego decide di tenerle comunque. Più tardi, Perico racconta a Don Carlos delle pepite d'oro e il magistrato gli chiede di trovare la miniera. Nel frattempo, Don Diego e Don Alejandro si rendono conto che le pepite sono oro vero e che devono fare il possibile per evitare una corsa all'oro. Il loro piano sembra fallire quando Perico e Cuevas, un amico d Don Carlos, rapiscono Marya costringendola a condurli nella miniera. Lì Perico scopre una vena d'oro e decide di non portarlo al magistrato, quando arriva Zorro che fa scappare Marya. Mentre Zorro e Perico combattono, Cuevas scappa con l'oro ma viene ucciso da un gruppo di indiani, che in seguito catturano Zorro e Bernardo mentre Perico si finge svenuto. Gli indiani non vogliono liberarli per evitare che altri uomini bianchi arrivino a cercare l'oro, ma Bernardo riesce a distrarli e a fuggire insieme a Zorro e Perico. Gli indiani provocano quindi una frana che uccide Perico e blocca l'accesso alla miniera.
- Altri interpreti: Vinton Hayworth (Don Carlos Galindo), Rodolfo Acosta (Perico Verdugo), Laurie Carroll (Marya Montoya).

## Il nuovo comandante
- Titolo originale: The New Commandante
- Diretto da: Norman Foster
- Scritto da: Norman Foster

### Trama
Il nuovo comandante, il capitano Arturo Toledano, arriva nel pueblo con la moglie Raquel. Don Carlos si affretta ad informarlo che i prigionieri sono incivili, così Toledano li tratta duramente. Poco dopo Toledano si rammarica della sua azione frettolosa, ma è distratto dopo aver notato che Raquel flirta con il giovane Lalo Peralta. Dopo essere partito male, Toledano inizia a governare con equità e si guadagna il rispetto dei suoi uomini, ma Don Carlos è contrariato dal fatto che il comandante sia inutile alla causa dell'Aquila e intende sbarazzarsene. Il magistrato fa quindi consegnare a Peralta un messaggio falso in cui Raquel gli chiede di farle una serenata sotto il suo balcone, sperando così che Toledano venga ucciso in duello. Lalo racconta a Don Diego del messaggio, così Diego fa avere a Garcia un messaggio simile. Quindi, nei panni di Zorro, interrompe la serenata di Peralta e lo avverte che si tratta di un imbroglio. In questo modo, Garcia si sostituisce a lui e Toledano pensa si tratti di uno scherzo. Tuttavia, Peralta decide di consegnare Zorro alla giustizie e, dopo aver avvisato Don Carlos della presenza di Zorro, si mette a duellare con lui. Il cavaliere mascherato riesce però a sfuggire a Peralta e alle guardie e a scappare dal cuartel.
- Altri interpreti: Vinton Hayworth (Don Carlos Galindo), Peter Adams (capitano Toledano), Suzanne Lloyd (Raquel Toledano), Anthony George (Lalo Peralta).

## La volpe e il coyote
- Titolo originale: The Fox and the Coyote
- Diretto da: Norman Foster
- Scritto da: Norman Foster

### Trama
Don Carlos suggerisce di organizzare una corsa di cavalli con un premio in denaro reperito grazie alle scommesse dei partecipanti. In questo modo spera di vincere legalmente una grossa somma per l'Aquila facendosi inviare il cavallo più veloce della California, e nel contempo di far restare al cuartel solo il lancere Figueroa, anch'egli agente dell'Aquila. Il magistrato ha infatti ordinato un grosso carico di armi di contrabbando per l'Aquila, e spera di riuscire a rubare la polvere da sparo del cuartel durante la corsa. Zorro, avendo origliato il piano durante una riunione segreta, partecipa alla corsa e attira Toledano e i soldati fuori dalla corsa, conducendoli al cuartel in tempo per cogliere in flagrante i ladri e arrestarli. Infine la corsa viene vinta dalla cavalla dei de la Vega.
- Altri interpreti: Vinton Hayworth (Don Carlos Galindo), Peter Adams (capitano Toledano), Suzanne Lloyd (Raquel Toledano).

## Adios, señor magistrato
- Titolo originale: Adios, Señor Magistrado
- Diretto da: Norman Foster
- Scritto da: Bob Wehling

### Trama
Toledano tenta invano di convincere gli uomini catturati a rivelare l'identità del loro capo e perché stessero rubando la polvere da sparo. Tornati nella loro cella, gli uomini dicono a Figueroa che vogliono uscire quella notte altrimenti diranno tutto a Toledano. La fuga però sfuma grazie al sergente Garcia, e i prigionieri vengono trovati morti avvelenati la mattina dopo. Intuendo che sono stati assassinati, Zorro si reca da Toledano con l'intenzione di rivelargli tutto, proprio quando Figueroa entra in ufficio con del vino per il comandante. Zorro ordina a Figueroa di bere lui stesso il vino, ma lo lascia cadere facendo capire che era anch'esso avvelenato. Figueroa scappa ma viene catturato da Zorro. Il giorno dopo Don Carlos indice una riunione per discutere della questione. Quando il magistrato accusa Toledano di essere colpevole dei furti e degli omicidi, appaiono Zorro e Figueroa; quest'ultimo rivela che è Don Carlos il colpevole, e viene ucciso dal magistrato. Nella battaglia che ne segue, Don Carlos rimane ucciso a sua volta e i suoi agenti vengono sconfitti. Toledano si rende quindi conto che Zorro è suo alleato e lo lascia andare.
- Altri interpreti: Vinton Hayworth (Don Carlos Galindo), Peter Adams (capitano Toledano), Armand Alzamora (Figueroa).

## La minaccia dell'Aquila
- Titolo originale: The Eagle's Brood
- Diretto da: Charles Barton
- Scritto da: Lowell S. Hawley

### Trama
Mentre continuano i furti di polvere da sparo da parte dell'Aquila, a Toledano viene ordinato di assumere momentaneamente il comando del presidio di San Diego, mentre sua moglie Raquel rimane a Los Angeles e occupa i suoi alloggi. Quintana e Fuentes, due uomini dell'Aquila, arrivano e dicono a Garcia (tornato comandante ad interim) di aver acquistato la locanda. Nel frattempo, Raquel legge un messaggio destinato al comandante in carica e lo sostituisce con un altro scritto da lei. Garcia lo legge e riferisce a Don Diego che la polvere da sparo rubata è stata ritrovata. Diego nota che le scritte sulla lettera e quelle sulla busta sono di due colori diversi e sospetta che il messaggio sia un falso. Zorro e Bernardo si mettono quindi a controllare la strada per evitare che l'Aquila porti a Los Angeles la polvere da sparo. Zorro intercetta il carro che la trasporta ma deve fuggire quando arriva Garcia. Gli uomini convincono Garcia che stanno portando del vino, quindi Garcia li accompagna al pueblo. I fusti vengono scaricati e posti nella cantina dell'osteria, ma Zorro entra in cantina e rimuove i fusti di polvere da sparo con l'aiuto di Bernardo, sostituendoli con barili di brandy. Quintana e Fuentes sono scioccati quando scoprono che manca la polvere da sparo e che su uno dei barili è incisa una "Z".
- Altri interpreti: Peter Adams (capitano Toledano), Suzanne Lloyd (Raquel Toledano), Michael Pate (Salvador Quintana), Charles Korvin (José Sebastian Varga).

## Zorro su ordinazione
- Titolo originale: Zorro by Proxy
- Diretto da: Charles Barton
- Scritto da: Lowell S. Hawley

### Trama
Raquel incontra Quintana e Fuentes, mostrando loro una piuma d'aquila e dicendo loro che da quel momento prenderanno ordini da lei. Dopo che a Raquel viene detto che la polvere da sparo è scomparsa, la donna ordina ai soldati di cercarla. Quando i soldati si avvicinano a dove Zorro sta nascondendo la polvere da sparo, egli ordina a Tornado di distrarre Garcia. Tornado viene catturato da Garcia e portato al cuartel. Più tardi, Fuentes vede Tornado obbedire a un segnale che Diego gli dà e sospetta che Diego sia Zorro. Per scoprire se Diego sia Zorro, Raquel, Quintana e Fuentes usano uno stratagemma per farlo arrestare. Raquel, che si è assicurata la complicità di Garcia, sa che se Diego non è Zorro, quest'ultimo cercherà di liberarlo. Quella notte, Tornado prende le chiavi dal dormiente Garcia e le dà a Diego, che apre la sua cella e si traveste da Zorro usando le lenzuola. Zorro lascia la sua cella, sveglia Garcia e gli dice di aver appena salvato Don Diego, dandogli inoltre appuntamento il mattino seguente per restituirgli la polvere da sparo, dopodiché fugge. All'alba Garcia incontra Zorro e la polvere da sparo viene portata a San Francisco sotto custodia militare.
- Altri interpreti: Suzanne Lloyd (Raquel Toledano), Michael Pate (Salvador Quintana), Peter Mamakos (Enrique Fuentes)

## La bella cospiratrice
- Titolo originale: Quintana Makes a Choice
- Diretto da: Charles Barton
- Scritto da: Lowell S. Hawley

### Trama
Garcia scopre che la polvere da sparo dei soldati è stata sostituita con del carbone, e lo racconta a Don Diego dicendogli che le uniche persone che vi avevano accesso erano il capitano Toledano, il caporale Reyes e lui stesso. Dopo aver interrogato tutto il cuartel senza successo, dice a Raquel che non è possibile che la polvere da sparo sia stata rimossa poiché le uniche cose che sono uscite dal cuartel sono delle scatole che conterrebbero gli effetti di suo marito. Raquel dice a Quintana e Fuentes che Garcia sta facendo troppe domande, quindi Fuentes decide di sbarazzarsene. Poco dopo Zorro entra nella cantina della locanda cercando la polvere da sparo, Raquel lo sente ed entra in cantina con una pistola. Mentre tiene Zorro sotto tiro, lui si rende conto che la donna è in combutta con l'Aquila e che Garcia è in pericolo di vita. Dopo essere riuscito a fuggire, Zorro viene a sapere da Reyes che Garcia è andato con Quintana e Fuentes alla ricerca della polvere da sparo rubata. Zorro arriva appena in tempo per salvare Garcia e avvertirlo ma il sergente non gli crede, e nello scontro che ne segue Quintana uccide accidentalmente Fuentes prima di scappare.
- Altri interpreti: Michael Pate (Salvador Quintana), Suzanne Lloyd (Raquel Toledano), Peter Mamakos (Enrique Fuentes).

## Zorro accende la miccia
- Titolo originale: Zorro Lights a Fuse
- Diretto da: Charles Barton
- Scritto da: Lowell S. Hawley

### Trama
Raquel è costernata nel ricevere una lettera da suo marito che le comunica che torneranno in Spagna. Fingendo di predirgli il futuro con le carte, Diego avverte Garcia che la sua vita è in pericolo a causa di una donna bruna e di un uomo simboleggiato dal Re di Coppe, ovvero Quintana. Più tardi, Raquel dice a Garcia che suo marito vuole incontrarlo da solo sulla strada per San Juan Capistrano. Garcia parte subito, ma in piazza vede una coppa e torna di corsa al cuartel spaventato. Quando Raquel lo affronta, Garcia le chiede perché lei e Quintana vogliano ucciderlo. Scioccata, Raquel torna di corsa nella sua stanza e inizia a fare le valigie. Quintana la raggiunge e scopre che ha intenzione di abbandonare il complotto e tornare in Spagna con suo marito, così gli uomini dell'Aquila la portano in una cantina con l'intenzione di ucciderla. Zorro arriva a salvarla ed entrambi rimangono intrappolati nella stanza contenente la polvere da sparo rubata, che Zorro usa a suo vantaggio. Accende una miccia e dice agli uomini che poiché li ucciderebbero comunque, farà saltare in aria tutto. Gli uomini fuggono direttamente nelle mani di Garcia e i soldati, che sono appena arrivati. Dopo aver spento la miccia, Zorro esce con Raquel (che gli aveva salvato la vita a sua volta durante lo scontro) e dice a Garcia che la donna è stata portata lì con la forza e vuole solo tornare da suo marito.
- Altri interpreti: Michael Pate (Salvador Quintana), Ted de Corsia (Espinosa), Suzanne Lloyd (Raquel Toledano).

## L'uomo con la frusta
- Titolo originale: The Man with the Whip
- Diretto da: Charles Lamont
- Scritto da: N. B. Stone Jr.

### Trama
Un altro dei cospiratori dell'Aquila, Carlos Murrieta, arriva nel pueblo. Murrieta incontra il conciatore Jose Mordante e gli racconta come smaltiranno le gemme che ha rubato in Sud America, tra cui la Croce delle Ande. Più tardi, un giovane di nome Rodolfo Martinez si arrabbia quando Murrieta cerca di costringere Maria a baciarlo. Murrieta sfida Rodolfo a un duello che si terrà la mattina successiva. Don Diego sospetta che Rodolfo non sarà in grado di difendersi, quindi chiede a Bernardo di insegnargli a tirare di scherma. Diventa evidente che Rodolfo non riuscirà a vincere il duello, quindi Zorro affronta Murrieta nella sua stanza e lo sfida a duello. Durante il combattimento, il cappello di Murrieta cade e Zorro vede una piuma d'aquila infilata in esso. Dopo aver ferito la mano di Murrieta, Zorro se ne va. Quando giunge il momento del duello tra Rodolfo e Murrieta, Mordante porta la notizia che Murrieta non può combattere perché si è fatto male alla mano.
- Altri interpreti: Jack Kruschen (Jose Mordante), Myrna Fahey (Maria Crespo), Steve Stevens (Don Rodolfo Martinez), Kent Taylor (Carlos Murrieta)

## La Croce delle Ande
- Titolo originale: The Cross of the Andes
- Diretto da: Charles Lamont
- Scritto da: N. B. Stone Jr.

### Trama
Murrieta desidera parlare con Mordante in privato, così gli ordina di cacciare via Pasqual, che vive nella conceria. Dolores Bastinado arriva nel pueblo con una cassa di stivali che deve portare alla conceria di Mordante. Quando Garcia scopre che è single e molto ricca, si interessa immediatamente e la intrattiene alla locanda. Nel frattempo, Diego aiuta Pasqual lasciandolo stare in una casetta nella proprietà de la Vega. Diego si chiede quale affare faccia incontrare Mordante e Murrieta, e fa visita alla conceria mentre i due si preparano ad aprire la cassa di stivali. Diego dice loro che non approva come hanno trattato Pasqual, ma Mordante gli dice che non è affare suo. Quella notte Zorro perquisisce la stanza di Murrieta alla locanda mentre Bernardo perquisisce la conceria. Zorro scopre la Croce delle Ande appena prima di sentire Murrieta tornare, e la rimette a posto per poi nascondersi. Dopo che Murrieta entra, Zorro lo sorprende e lo lega. Nel frattempo, Bernardo sta ispezionando la conceria e scopre i gioielli nascosti sotto il doppio fondo della cassa di stivali. Mordante entra nella conceria e colpisce Bernardo in testa, quindi nasconde i gioielli in un sacco e li fa scendere in un pozzo, legati all'estremità di una corda. Bernardo si sveglia e Mordante cerca di costringerlo a scendere nel pozzo. Zorro arriva e salva Bernardo, quindi combatte contro Mordante che rimane ucciso quando finisce su uno spuntone che sporge da una trave. Zorro e Bernardo cercano i gioielli ma non riescono a trovarli.
- Altri interpreti: Mary Wickes (Dolores Bastinado), Jack Kruschen (Jose Mordante), Kent Taylor (Carlos Murrieta)

## Le bolas mortali
- Titolo originale: The Deadly Bolas
- Diretto da: Charles Lamont
- Scritto da: N. B. Stone Jr.

### Trama
Diego viene a sapere che la Croce delle Ande è stata rubata insieme a molti altri inestimabili manufatti religiosi, e si insospettisce quando sente Murrieta esortare il sergente Garcia a fare qualcosa per il contenuto rubato dalla cassa di stivali nella conceria di Mordante. Diego capisce che Mordante deve aver nascosto i gioielli prima di morire. Diego non può lasciare una festa che Garcia sta organizzando per la signorina Bastinado, quindi manda Bernardo a cercare nella conceria vestito da Zorro. Il fratello di Carlos Murrieta, Pedro, arriva nel pueblo e fa visita al fratello. I due decidono di andare alla conceria e di perquisirla, ma arrivati lì vi trovano Bernardo e lo rapiscono. Pedro fa roteare le sue bolas vicino alla testa di Bernardo, cercando di costringerlo a parlare. Fortunatamente, Zorro arriva e combatte contro Pedro mentre Bernardo usa le sue bolas per tramortire Carlos. Zorro e Bernardo riescono a scappare ma non sanno ancora cosa è successo ai gioielli, così decidono di sorvegliare la strada in attesa di un'altra spedizione di stivali dal Sud America.
- Altri interpreti: Mary Wickes (Dolores Bastinado), Paul Picerni (Pedro Murrieta), Kent Taylor (Carlos Murrieta)

## Il pozzo della morte
- Titolo originale: The Well of Death
- Diretto da: Charles Lamont
- Scritto da: N. B. Stone Jr.

### Trama
I fratelli Murrieta sono convinti che Zorro abbia i gioielli. In attesa di un altro carico di stivali, hanno in programma di mettere la cassa nella conceria e nascondersi lì vicino in attesa che Zorro venga a rubarla, in modo da catturarlo e recuperare i gioielli che avrebbe rubato. Diego perquisisce la conceria, e sta per esaminare il pozzo quando Bernardo lo avverte che stanno arrivando i Murrieta, così i due si nascondono all'esterno. Quando i fratelli passano, Diego e Bernardo vedono che hanno un'altra cassa di stivali dal Sud America. Diego dice al sergente Garcia che è passato dalla conceria e che sembra che sia stata saccheggiata. Mentre Pogo (il giovane fratello di Dolores Bastinado) aiuta i fratelli Murrieta a portare la cassa di stivali nella conceria, essa si rompe e il ragazzo vede i gioielli. Pogo cerca di scappare, ma i Murrieta lo catturano e lo legano. Il sergente Garcia arriva alla conceria e, mentre parla con i Murrieta, vede i gioielli per terra. Fortunatamente, Zorro entra nella conceria in tempo per aiutare Garcia a combattere contro i Murrieta. Pedro cade nel pozzo, seguito da Pogo che si era appena slegato. Pogo riesce ad aggrapparsi alla corda mentre cade e viene tirato in salvo da Garcia. Zorro scopre le gemme mancanti che erano nascoste nel pozzo. Carlos, che era stato messo a terra privo di sensi, si sveglia e costringe Zorro a consegnargli tutte le gemme. Mentre Carlos se ne va, dà fuoco al fieno nella conceria e chiude a chiave la porta. Tornado apre la porta e Zorro si lancia all'inseguimento, riuscendo a catturare Carlos e quindi a dare a Garcia i gioielli perché li restituisca alla Chiesa.
- Altri interpreti: Mary Wickes (Dolores Bastinado), Robert Crawford Jr. (Pogo Bastinado), Kent Taylor (Carlos Murrieta)

## Il cerchio si stringe
- Titolo originale: The Tightening Noose
- Diretto da: Charles Barton
- Scritto da: Lowell S. Hawley e Bob Wehling

### Trama
Don Alejandro fa firmare ai proprietari terrieri un giuramento di fedeltà al re. Il sergente Garcia dice a Don Diego che il nuovo administrado della California meridionale ha intenzione di stabilirsi nell'hacienda de la Vega durante la sua permanenza nel pueblo. Diego è pronto a combattere per impedire che l'hacienda venga occupata finché Bernardo non suggerisce che potrebbero usare il passaggio segreto per origliare. L'administrado José Sebastian Varga e il suo assistente, Juan Greco, prendono possesso dell'hacienda e Don Diego si ritrova prigioniero nella sua stessa casa. Diego riesce a guardare nella borsa di Varga e trova un mucchio di piume d'aquila non contrassegnate, capendo che Varga è coinvolto nel complotto dell'Aquila. Bernardo sente Varga dire che deve scoprire chi ha firmato il giuramento di fedeltà per Don Alejandro. Varga ha intenzione di fare a pezzi l'hacienda alla ricerca di scomparti segreti. Subito dopo che Greco scopre la lista di nomi, appare Zorro e lo costringe a lasciar cadere la lista. Zorro lega gli uomini e tenta di scappare, ma Garcia lo vede e chiama gli altri soldati. Zorro sfonda una finestra e poi corre al piano di sopra nella stanza di Diego. Dopo essersi chiuso dentro, Diego inizia a chiamare aiuto e si mette addosso una vestaglia. Quando Garcia e i soldati entrano, Diego dice loro che Zorro è uscito dal balcone e mostra il bandito in fuga a cavallo: si tratta in realtà di Bernardo travestito. Più tardi, Diego e Bernardo trovano una lettera che dimostra che Varga è proprio l'Aquila.
- Altri interpreti: Jay Novello (Juan Greco), Charles Korvin (José Sebastian Varga)

## La riscossa di Garcia
- Titolo originale: The Sergeant Regrets
- Diretto da: Charles Barton
- Scritto da: Lowell S. Hawley e Bob Wehling

### Trama
Un emissario straniero, George Brighton, arriva per parlare con Varga. Brighton è preoccupato per Don Alejandro e per i suoi discorsi di ribellione e non desidera essere coinvolto se ci sarà una rivolta. Varga è furioso perché Don Alejandro ha formato un esercito di uomini ed è determinato a scoprire chi c'è su quella lista, così dice a Juan, uno dei servi dei de la Vega, che Don Alejandro è tornato e desidera tenere una riunione segreta quella sera all'hacienda a cui dovranno partecipare tutti i firmatari del giuramento. Dopo aver origliato il piano, Diego dà a Garcia un biglietto che il sergente dovrà consegnare a Juan, in modo da avvertire i proprietari terrieri della trappola. Sfortunatamente, Garcia è distratto dal cibo e non porta il biglietto a Juan, facendo infuriare Don Diego. Così quest'ultimo, nei panni di Zorro, avverte personalmente i don di non venire all'hacienda de la Vega. Uno di essi però non riceve il messaggio di Zorro poiché si reca in anticipo all'incontro, con lo scopo di rimuovere la propria firma dal giuramento. Mentre Varga si prepara a torturare il don per farsi dire i nomi degli altri firmatari, Zorro, con l'aiuto di Garcia, riesce a salvarlo.
- Altri interpreti: Ralph Clanton (George Brighton), Charles Korvin (José Sebastian Varga)

## L'Aquila abbandona il nido
- Titolo originale: The Eagle Leaves the Nest
- Diretto da: Charles Barton
- Scritto da: Lowell S. Hawley e Bob Wehling

### Trama
Don Diego sente Varga dire che ha intenzione di vivere permanentemente nell'hacienda de la Vega; poco dopo riceve una lettera da suo padre che gli dice che la sua missione a Monterey ha avuto successo e che tornerà a casa entro pochi giorni. Diego è profondamente preoccupato perché sa che suo padre combatterà fino alla morte per riprendersi l'hacienda. Diego e Bernardo notano che Varga diventa quasi isterico quando pensa che i soldati abbiano disertato i loro posti, così Diego si accorge che il punto debole dell'Aquila è la sua paura di restare solo. Così, parla a Varga di come l'hacienda sia nel bel mezzo del nulla e gli dice anche che farà un viaggio a Los Angeles il giorno dopo. Quella notte, Bernardo tira una corda attraverso una zucca per creare un rumore spettrale, e Diego dice a Varga che, dal momento che non ha sonno, partirà per Los Angeles. Quindi Zorro e Bernardo sottomettono i soldati uno a uno e poi Zorro attira Garcia lontano dall'hacienda. Zorro suona il pianoforte e poi si infila nel passaggio segreto per attirare le guardie lontano dal cancello principale. Varga viene svegliato dal trambusto e perquisisce l'hacienda per scoprire chi stia suonando il pianoforte. Diego e Bernardo provocano altri rumori spettrali e fanno sparire il resto dei soldati, così Varga rimane terrorizzato e in preda al panico fino al ritorno del suo segretario Greco e di Garcia. Quella stessa notte Varga decide di lasciare l'hacienda e trasferirsi a Los Angeles.
- Altri interpreti: Jay Novello (Juan Greco), Charles Korvin (José Sebastian Varga)

## L'Aquila colpisce ancora
- Titolo originale: Bernardo Faces Death
- Diretto da: Charles Barton
- Scritto da: Lowell S. Hawley e Bob Wehling

### Trama
Un ambasciatore di nome Conte Kolinko, proveniente da uno dei paesi europei, arriva all'hacienda de la Vega in cerca di Varga. Diego cerca di estorcere informazioni a Kolinko, ma Don Alejandro interrompe la conversazione e racconta a Kolinko i suoi piani per un esercito. Più tardi, Kolinko esprime le sue preoccupazioni sull'esercito di Don Alejandro a Varga, e Varga gli dice di non preoccuparsi. Diego e Bernardo sono nel pueblo e si chiedono perché Varga abbia così tanti servitori a casa sua e perché in essa vengano portate così tante scatole e oggetti d'arte. Bernardo afferra un vaso e scopre una palla di cannone al suo interno. Più tardi, Zorro entra nella casa di Varga per indagare e trova un arsenale, ma nessun cannone. Decide poi di controllare la fucina del fabbro insieme a Bernardo, e lì i due trovano il cannone. Zorro accende una miccia per far esplodere il cannone, ma Bernardo rimane incastrato tra il carro e il muro. Zorro lo salva appena in tempo ed entrambi evitano per un pelo di essere uccisi nell'esplosione. Varga, arrivato nella fucina dopo essere stato avvertito dal fabbro, trova il mantello di Zorro e pensa che egli sia morto.
- Altri interpreti: Henry Rowland (Conte Kolinko), Jay Novello (Juan Greco), Charles Korvin (José Sebastian Varga)

## Attacco al forte
- Titolo originale: The Eagle's Flight
- Diretto da: Charles Barton
- Scritto da: Lowell S. Hawley e Bob Wehling

### Trama
Bernardo vede il sergente Garcia e la maggior parte dei suoi uomini lasciare il pueblo, quindi vede Varga mettere una statuetta di un'aquila sulla finestra della sua casa. Molti uomini iniziano a entrare nella casa. Bernardo racconta tutto a Diego che cerca di avvertire suo padre, ma gli uomini dell'Aquila li catturano e li imprigionano nella cantina di Varga. L'Aquila e i suoi uomini lanciano un attacco riuscito al cuartel, prendendo il controllo completo del pueblo. Anche il sergente Garcia, al suo ritorno, viene catturato e imprigionato nella cantina. Il Conte Kolinko si rifiuta di finanziare Varga finché ci sarà ancora la possibilità di uno scontro con l'esercito di Don Alejandro. Varga cerca allora di costringere Don Alejandro a consegnargli la lista dei nomi, ma è Diego a offrirsi di dargliela in cambio della propria libertà. Diego va quindi all'hacienda de la Vega con Greco e un altro agente, si fa slegare e quindi mette fuori combattimento entrambi prima di scappare con la lista. Quando Varga e Kolinko scoprono che Diego è scappato, Kolinko si tira fuori dal piano e Varga lo uccide. Zorro riesce a liberare Don Alejandro, Bernardo e Garcia, e i tre uomini si scontrano con Varga e i suoi uomini barricandosi dentro la casa, mentre Zorro li aiuta dall'esterno. Proprio quando la situazione sembra disperata, arriva l'esercito di Don Alejandro, avvertito da Diego. Greco viene colpito da uno degli uomini dopo che Varga si è barricato dentro il cuartel chiudendolo fuori. Zorro combatte contro Varga, che poi scappa sui tetti ma viene ucciso dal moribondo Greco per vendetta. Gli agenti superstiti vengono incarcerati e il pueblo ritorna infine alla normalità.
- Altri interpreti: Henry Rowland (Conte Kolinko), Jay Novello (Juan Greco), Charles Korvin (José Sebastian Varga)